# 佐合島
佐合島（さごうじま）は、山口県熊毛郡平生町に属する島。

## 概要
熊毛郡平生町佐賀から南西へ約2kmの瀬戸内海海上にあり、瀬戸内海国立公園の区域に指定されている。

## 交通
定期船「ましま丸」
定期船乗り場：平生町佐賀 佐賀漁港(浜田港)、田布施町麻里府 尾津漁港